# Koretno
Koretno je naselje v Občini Šmarje pri Jelšah.